# Dave Camp
David Lee Camp, detto Dave (Midland, 9 luglio 1953), è un politico e avvocato statunitense, membro della Camera dei Rappresentanti per lo stato del Michigan dal 1991 al 2015.

## Biografia
Studente dell'Università del Sussex, Camp si laureò in legge nel 1978.
Dopo aver lavorato brevemente come avvocato in uno studio privato, Camp cominciò a lavorare come collaboratore di alcuni politici influenti e nel 1989 fu eletto alla Camera dei Rappresentanti del Michigan.
Nel 1991 approdò alla Camera dei Rappresentanti nazionale come membro del Partito Repubblicano, ma nelle elezioni successive il suo distretto congressuale fu ridisegnato e così Camp si candidò per un altro distretto, il quarto, dove venne rieletto. Nel 2014 annunciò le sue intenzioni di non richiedere un altro mandato e lasciò la Camera dopo ventiquattro anni.
Camp faceva parte di vari caucus all'interno del Congresso, anche di diversa ideologia: per esempio era un esponente di due correnti del suo partito che hanno idee opposte sulle cellule staminali e sui diritti dei gay.

### Vita privata
Sposato con Nancy, Dave Camp ha avuto dalla moglie tre figli.